# Shridhar Chillal
Shridhar Chillal (* 29. Januar 1937 in Pune, Indien) ist ein indischer Fotograf und gemäß Guinness World Records der Mann mit den längsten Fingernägeln an einer Hand.

## Leben
Im Jahr 1952 an einem Schultag in der Pause brachen Chillal und seine Freunde versehentlich den langen Fingernagel ihres Lehrers ab. Inspiriert von ihm, ließ er seine Fingernägel an der linken Hand wachsen. Er arbeitete als Fotograf und ließ sich seine Fingernägel an der linken Hand mehr als 66 Jahre lang wachsen, bis sie zusammen fast 10 Meter lang waren. Der längste Fingernagel war 197,8 Zentimeter lang. 2014 wurde er im Guinnessbuch der Rekorde für die längsten Fingernägel an einer Hand aufgenommen. Im Juli 2018 ließ er sie mit einem elektrischen Werkzeug abschneiden. Die Fingernägel sind seitdem in einem Kuriositätenmuseum am Times Square in New York ausgestellt.